# Kozlivka, Pișceanka
Kozlivka (în ucraineană Козлівка) este un sat în comuna Ciornomîn din raionul Pișceanka, regiunea Vinnița, Ucraina.

## Demografie
Componența lingvistică a localității Kozlivka
     Ucraineană (97,66%)
     Rusă (1,87%)
     Alte limbi (0,46%)
Conform recensământului din 2001, majoritatea populației localității Kozlivka era vorbitoare de ucraineană (97,66%), existând în minoritate și vorbitori de rusă (1,87%).